# Lamponella
Lamponella is een geslacht van spinnen uit de  familie van de Lamponidae.

## Soorten
- Lamponella ainslie Platnick, 2000
- Lamponella beaury Platnick, 2000
- Lamponella brookfield Platnick, 2000
- Lamponella homevale Platnick, 2000
- Lamponella kanangra Platnick, 2000
- Lamponella kimba Platnick, 2000
- Lamponella kroombit Platnick, 2000
- Lamponella taroom Platnick, 2000
- Lamponella wombat Platnick, 2000
- Lamponella wyandotte Platnick, 2000